# Немски косат
Немският косат (Ballerus sapa) е вид лъчеперка от семейство Шаранови (Cyprinidae). Видът не е застрашен от изчезване.

## Разпространение
Разпространен е в Австрия, Беларус, Босна и Херцеговина, България, Германия, Грузия, Казахстан, Молдова, Полша, Република Македония, Румъния, Русия, Словакия, Словения, Сърбия, Туркменистан, Узбекистан, Украйна, Унгария, Хърватия, Черна гора, Чехия и Швейцария.

## Описание
На дължина достигат до 35 cm.